# Austal Ships
Austal Ships is een Australische scheepswerf die zich heeft gespecialiseerd in het ontwerp en de bouw van aluminium schepen van het type catamaran en trimaran voor de civiele en militaire markt.

## Geschiedenis
Austal Ships begon haar werkzaamheden in 1988 en werd in vijf jaar tijd een van de grootste fabrikanten van grote catamarans voor zowel civiel (veerdiensten) als militair gebruik. In 1993 introduceerde het de aandrijving door gasturbines en MCS (motion control system).
Austal Ships heeft haar hoofdkantoor in Henderson, West-Australië maar heeft ook bouwlocaties in Mobile (Alabama, VS), Chuo-ku in Tokio (Japan), Torquay (Engeland). In december 1998 werd het bedrijf een beursgenoteerde onderneming aan de Australian Stock Exchange.

## Producten
Austal Ships is nu de grootste producent van catamarans of snelboten. Eén ervan, de Villum Clausen, legde op 16 en 17 februari 2000 bij de tocht van de bouwlocatie in Australië naar Denemarken in 24 uur tijd 1063 zeemijlen af met een topsnelheid van 47.7 knopen en een gemiddelde van 44.3 knopen en kwam daarmee in het Guinness Book of Records.
In 2010 kreeg Austal Ships de order voor haar grootste catamaran ooit van de Deense rederij Nordic Ferry Services, sinds oktober 2010 Færgen. Deze is 113 meter lang en kan 1400 passagiers en 357 auto's vervoeren. Het vaartuig is voorzien van vier MAN-motoren van 9100 kW en heeft een topsnelheid van 40 knopen. De Leonora Christina is in 2011 in gebruik genomen door BornholmerFærgen op de lijn Rønne-Ystad.

## Bouwlijst

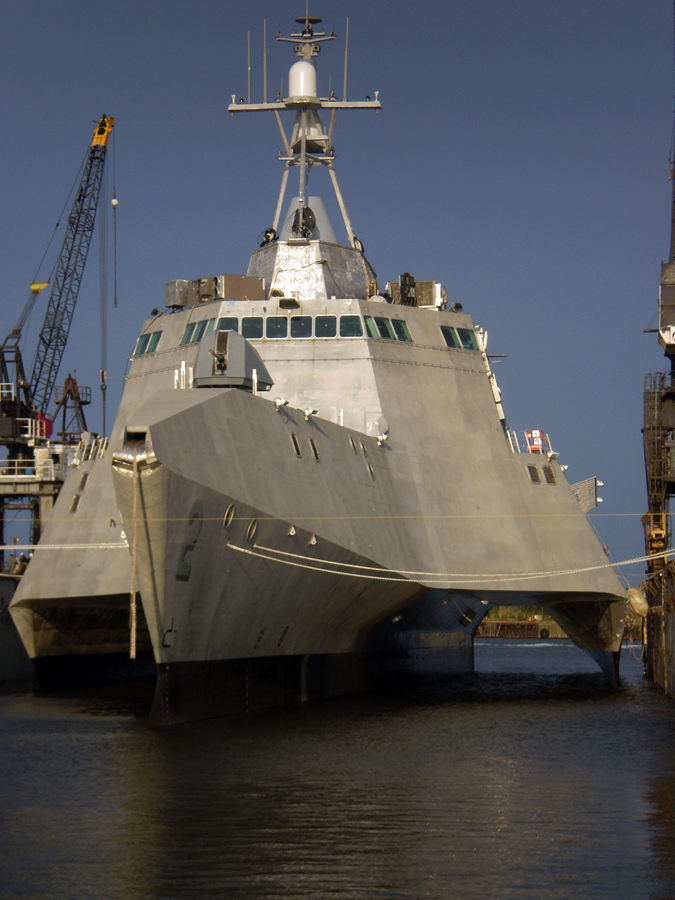
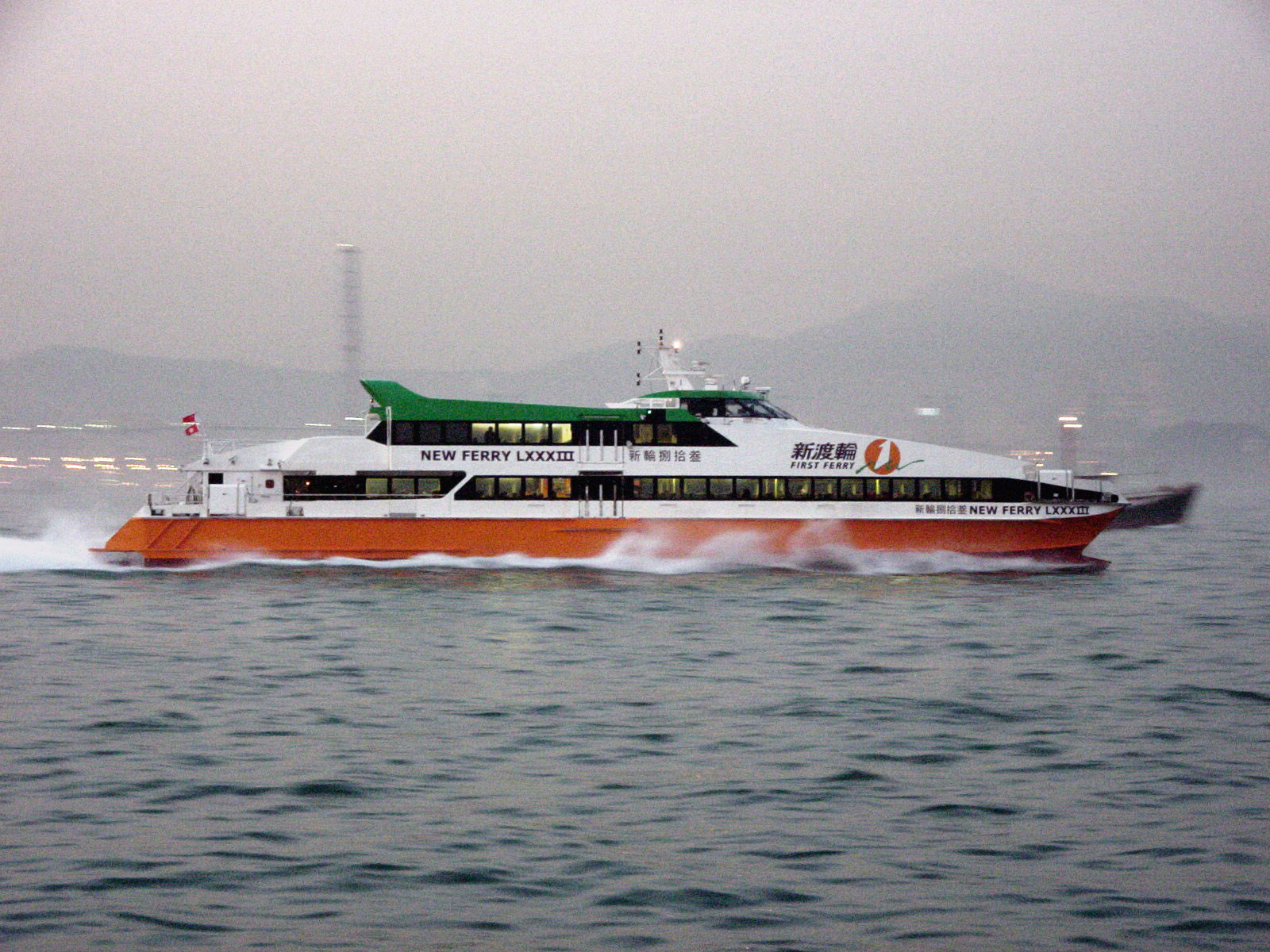
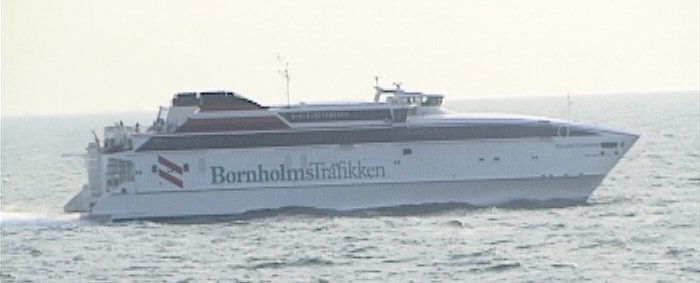
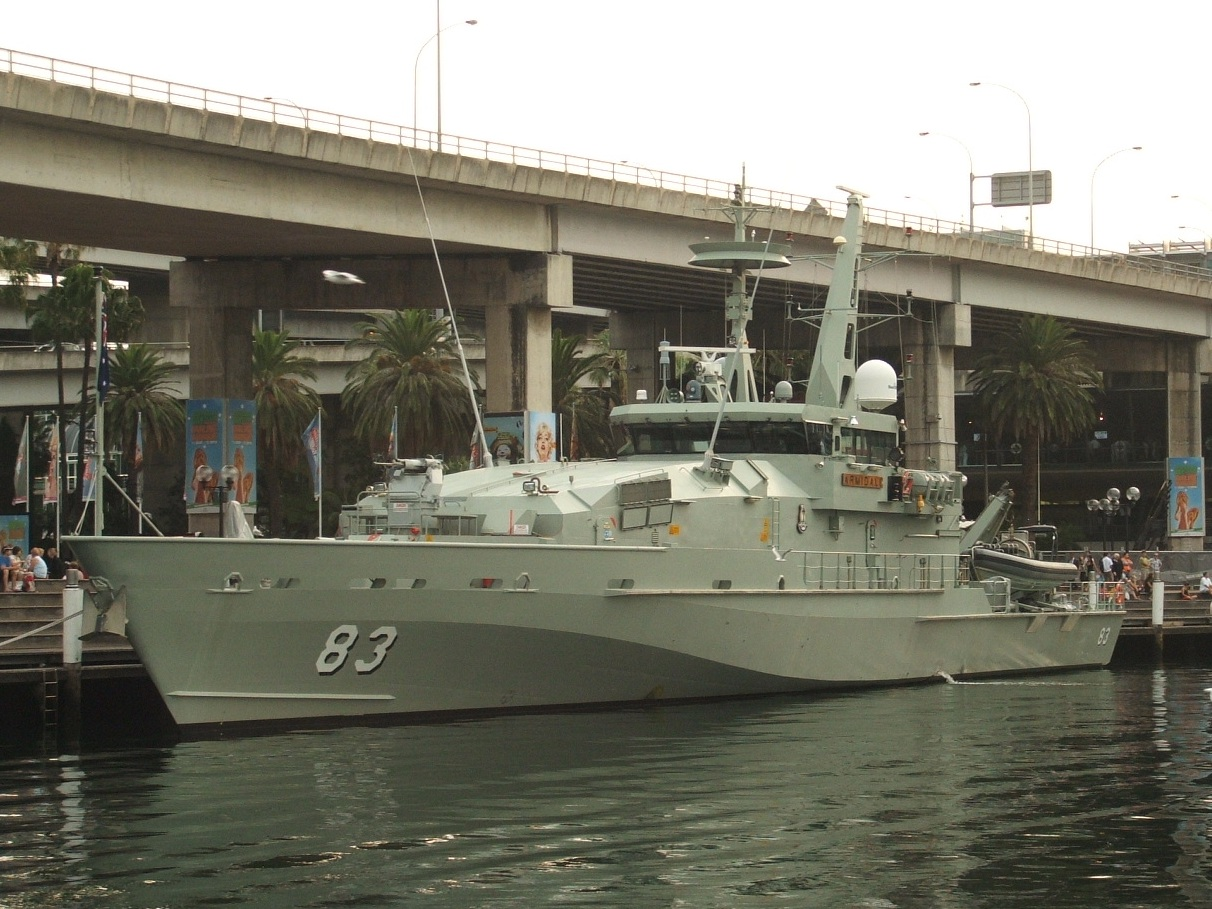
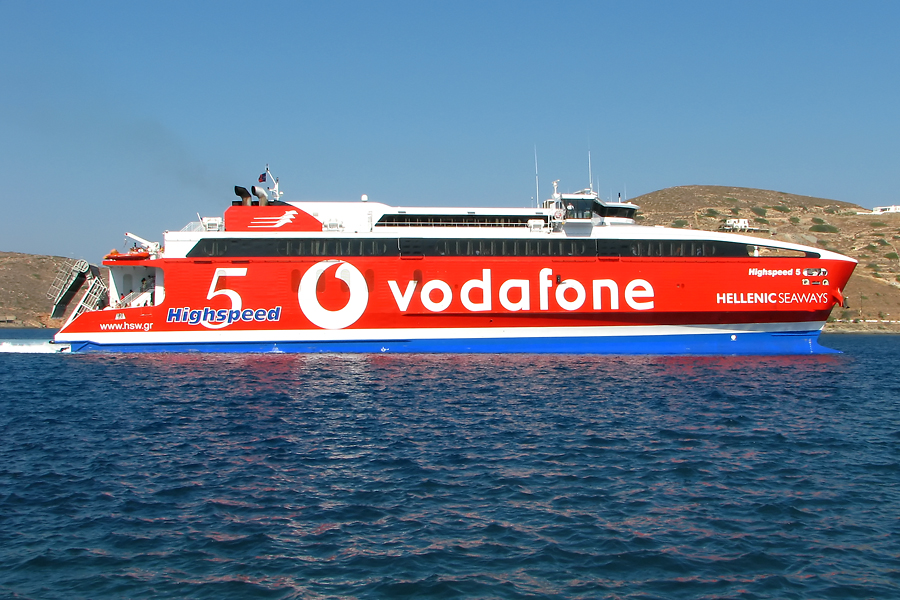
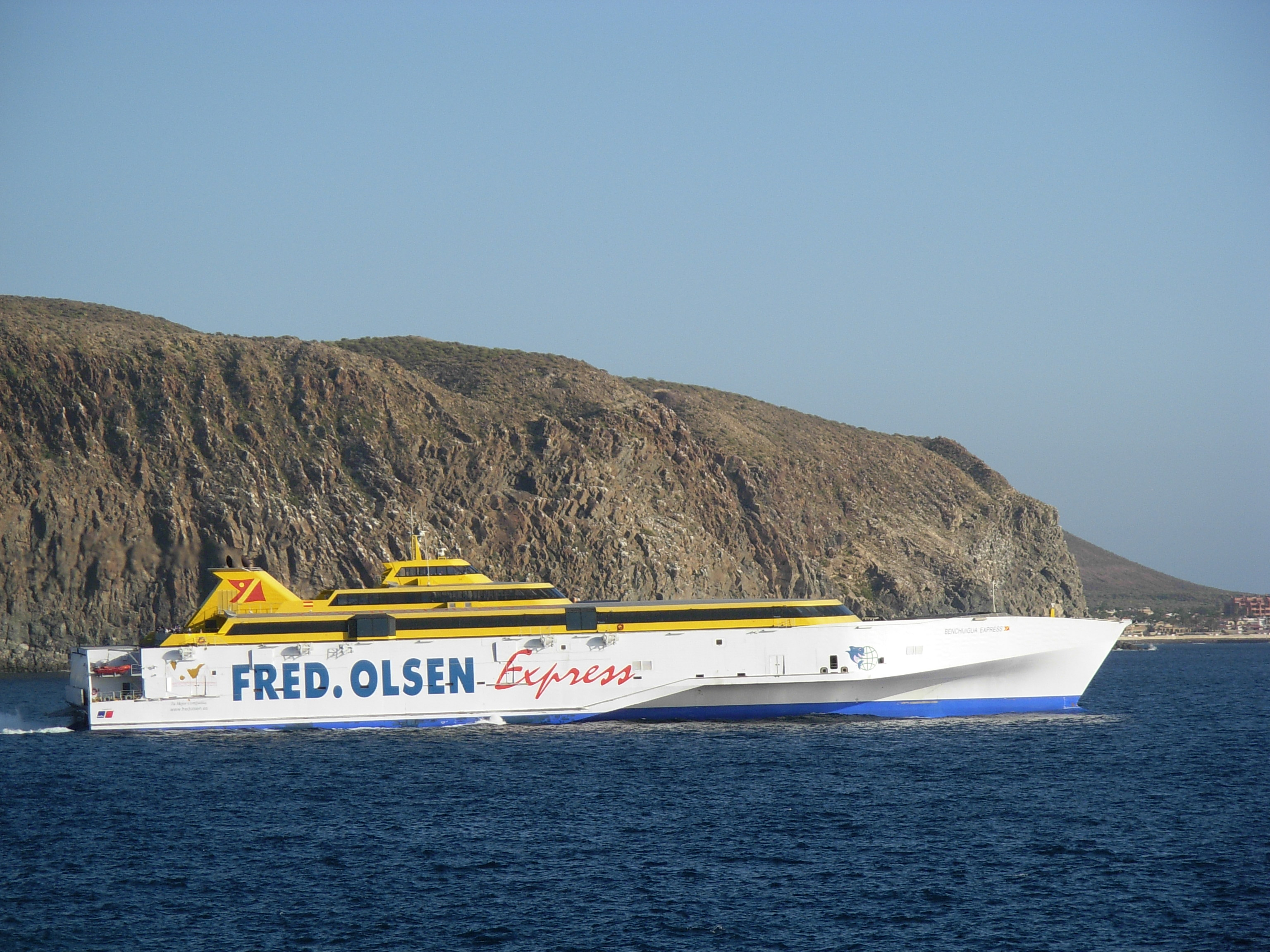
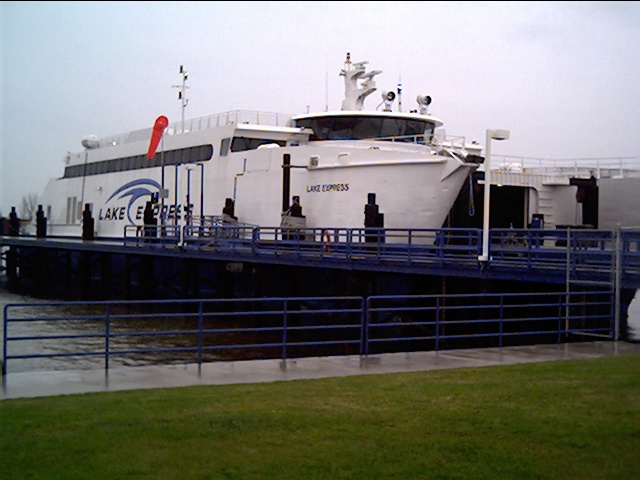
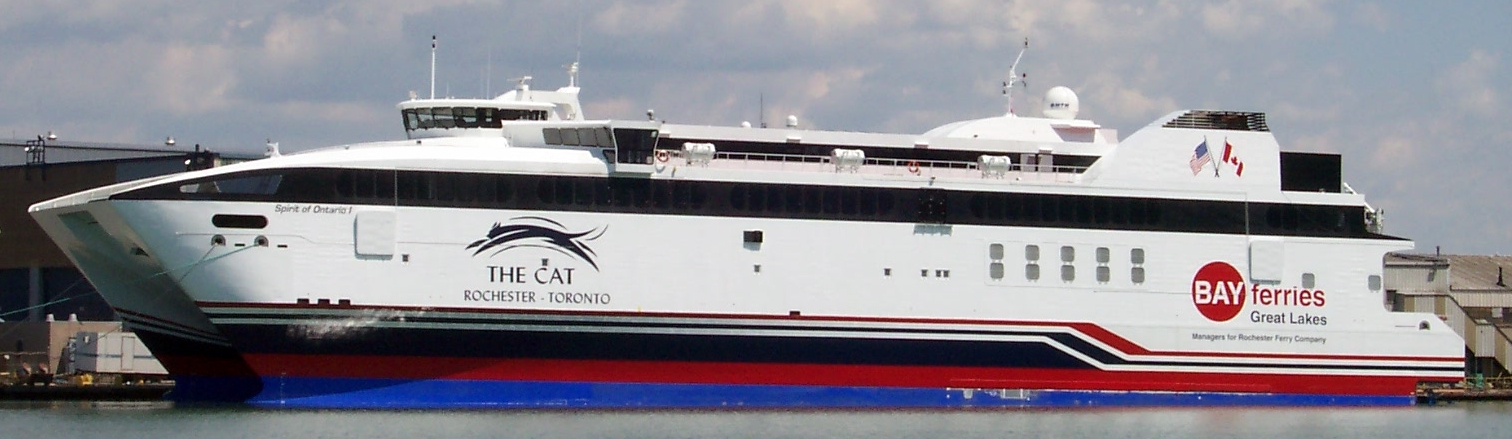
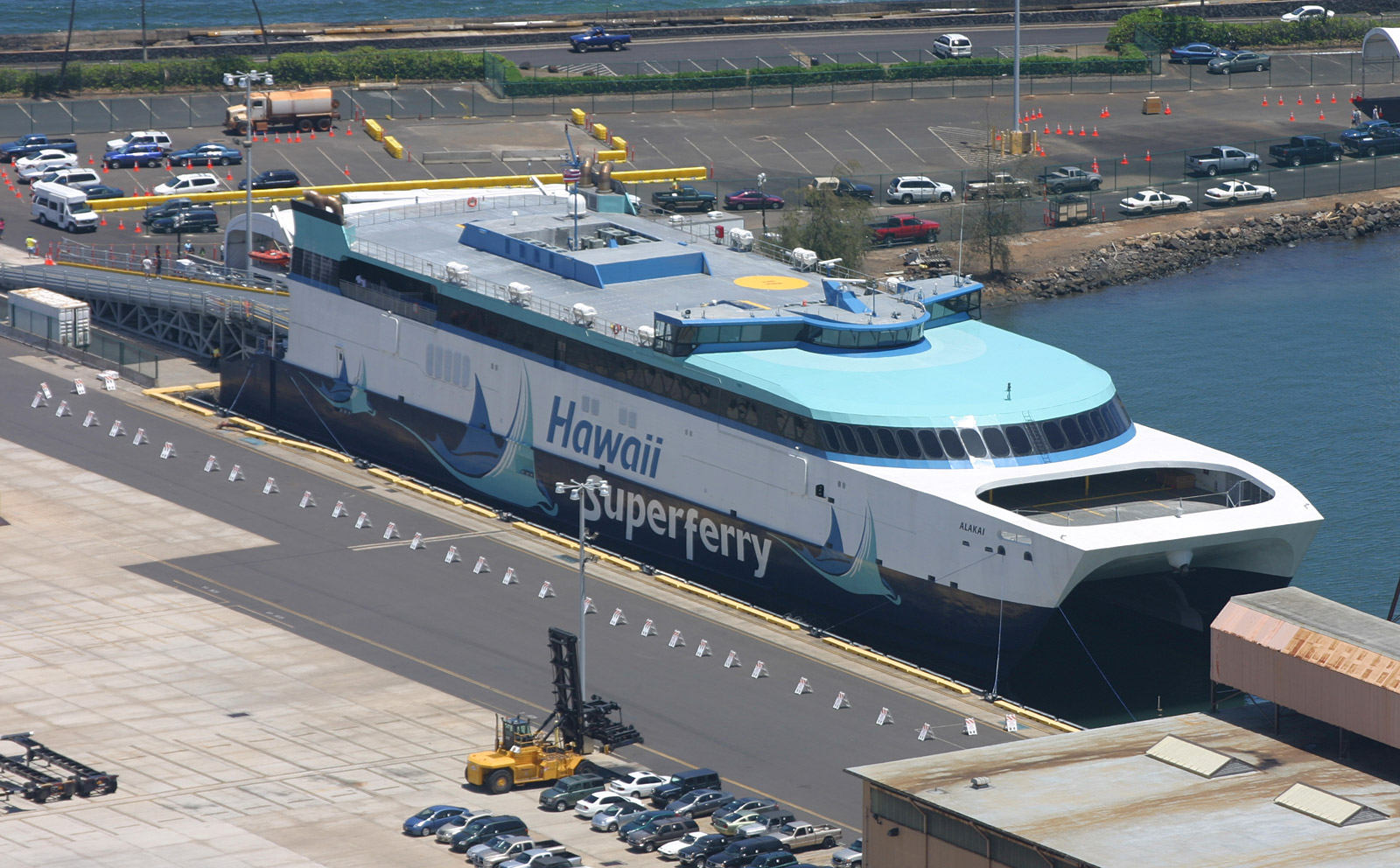
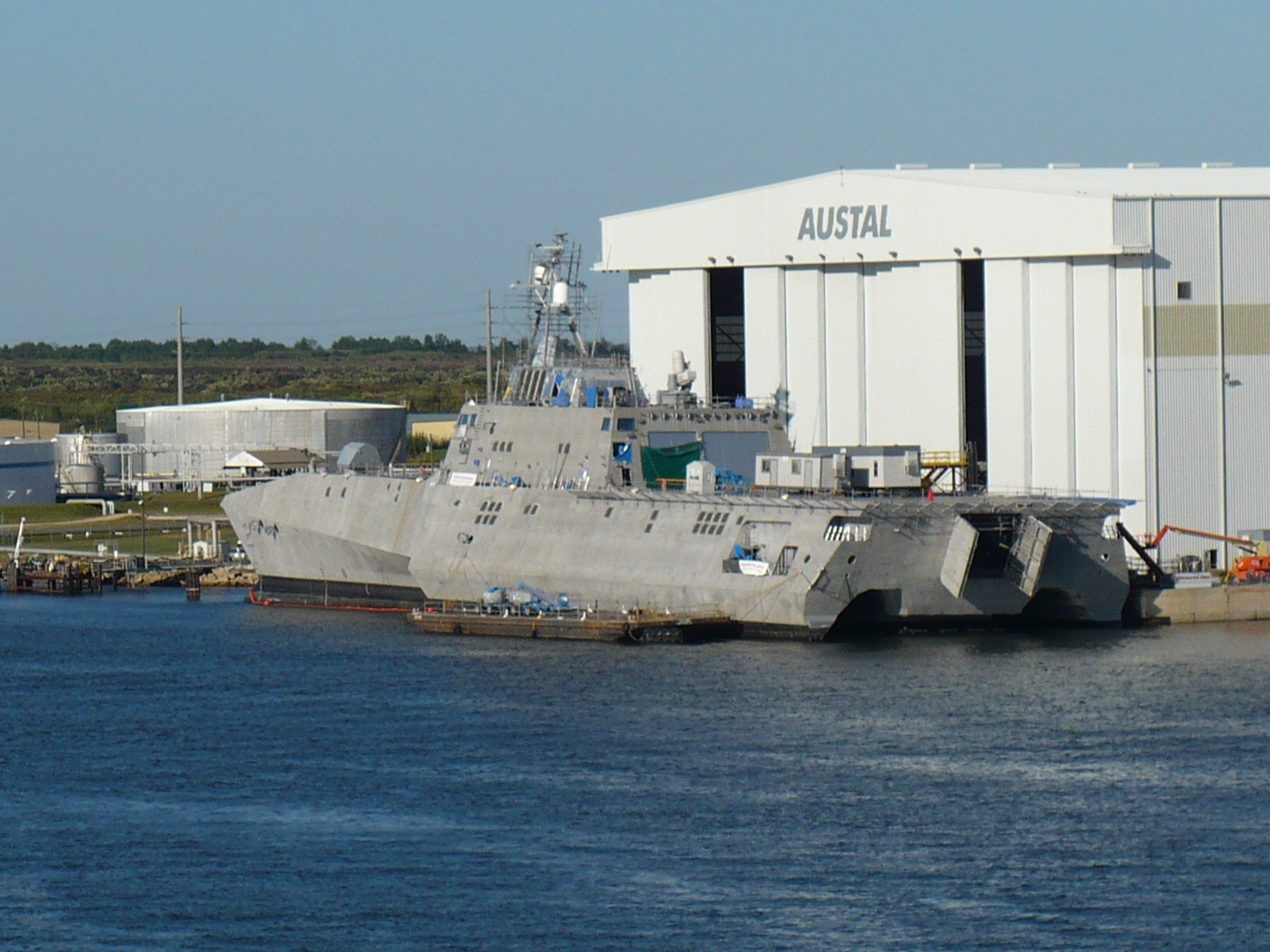

| Naam                      | Bouw-# | Type                 | soort     | Oplevering | Eigenaar                                         | Land             | opmerking                                         |
| ------------------------- | ------ | -------------------- | --------- | ---------- | ------------------------------------------------ | ---------------- | ------------------------------------------------- |
| Kurnai Tide               | 10     | Offshore Support 33  | Monohull  | 06/1990    | Tidewater Port Jackson Marine                    | Australië        |                                                   |
| Shun Shui                 | 18     | -                    | Catamaran | 01/1991    | Shun Gang Passenger Transportation Corp          | Hongkong         |                                                   |
| Catlink III               | 30     | Auto Express 78      | Catamaran | 1996       | DSB Rederi A/S                                   |                  |                                                   |
| Delphin                   | 46     | Auto Express 82      | Catamaran | 05/1996    | TT-Line GmbH & Co                                | Duitsland        |                                                   |
| Felix                     | 52     | Auto Express 82      | Catamaran | 11/1996    | Scandlines                                       | Zweden           |                                                   |
| Boomerang                 | 53     | Auto Express 82      | Catamaran | 05/1997    | Polferries                                       | Polen            |                                                   |
| Turgut Reis 1             | 54     | Auto Express 60      | Catamaran | 09/1997    | Istanbul Deniz Otobusleri                        | Turkije          | Zusterschip Cezayirli Hasan Pasa 1 ( # 55)        |
| Superstar Express         | 60     | Auto Express 82      | Catamaran | 11/1997    | Star Cruises                                     | Maleisië         |                                                   |
| Jade Express              | 61     | Auto Express 48      | Catamaran | 04/1998    | Compagnie Chambon                                | Guadeloupe       |                                                   |
| Adnan Menderes            | 63     | Auto Express 86      | Catamaran | 06/1998    | Istanbul Deniz Otobusleri                        | Türkei           | Zusterschip Turgut Ozal                           |
| HSC Bissar                | 86     | Auto Express 72      | Catamaran | 05/2000    | Comarit                                          | Marokko          | Zusterschip HSQ Boraq ( # 87)                     |
| Jonathan Swift            | 94     | Auto Express 86      | Catamaran | 05/1999    | Irish Ferries                                    | Ierland          |                                                   |
| Carmen Ernestina          | 95     | Auto Express 86      | Catamaran | 06/1999    | Conferry                                         | Venezuela        |                                                   |
| Villum Clausen            | 96     | Auto Express 86      | Catamaran | 03/2000    | BornholmerFærgen                                 | Denemarken       |                                                   |
| Highspeed 4               | 97     | Auto Express 92      | Catamaran | 07/2000    | Minoan Flying Dolphins                           | Griekenland      |                                                   |
| Hai Chang                 | 99     | -                    | Catamaran | 03/1993    | Zhuhai Jiuzhou Port Administration Group Co, PRC | China            |                                                   |
| Euroferrys Pacifica       | 114    | Auto Express 101     | Catamaran | 04/2001    | Euroferrys                                       | Spanje           |                                                   |
| Spirit of Kangaroo Island | 117    | Vehicle Passenger 50 | Catamaran | 12/2003    | Kangaroo Island Sealink                          | Australië        |                                                   |
| Lilia Conception          | 140    | Auto Express 86      | Catamaran | 06/2002    | Conferry                                         | Venezuela        |                                                   |
| Anggor Jaya               | 162    | Offshore Support 21  | Monohull  | 2000       |                                                  |                  |                                                   |
| Bocayna Express           | 196    | Auto Express 66      | Catamaran | 09/2003    | Fred. Olsen Express                              | Spanje           |                                                   |
| Fares Al Salam            | 239    | Auto Express 56      | Catamaran | 04/2002    | El Salam Maritime Co. of Egypt                   | Egypte           |                                                   |
| Spirit of Ontario 1       | 251    | Auto Express 86      | Catamaran | 06/2004    | Canadian American Transportation Systems         | Verenigde Staten | Nu alsTanger Jet II actief in de Middellandse Zee |
| Benchijigua Express       | 260    | Auto Express 127     | Trimaran  | 04/2005    | Fred. Olsen Express                              | Spanje           |                                                   |
| Anapaula                  | 261    | Crew / Supply 45     | Monohull  | 02/2002    | Otto Candies LLC                                 | Mexico           | Zusterschip Veronica ( # 262)                     |
| Shinas                    | 263    | Auto Express 65      | Catamaran | 2008       | Sultanat von Oman                                | Oman             | Zusterschip Hormuz ( # 264)                       |
| Aremiti 5                 | 266    | Auto Express 56      | Catamaran | 03/2004    | Aremiti Cruise                                   | Tahiti           |                                                   |
| Silver Express            | 284    | Auto Express 45      | Catamaran | 11/2005    | L'Express des Iles                               | Guadeloupe       |                                                   |
| Highspeed 5               | 285    | Auto Express 85      | Catamaran | 07/2005    | Hellenic Seaways                                 | Griekenland      |                                                   |
| Maria Dolores             | 293    | Auto Express 68      | Catamaran | 02/2006    | Virtu Ferries                                    | Malta            |                                                   |
| Osman Gazi                | 294    | Auto Express 88      | Catamaran | 2007       | Istanbul Metropolitan Municipality               | Turkije          | Zusterschip Orhan Gazi 1 ( # 295)                 |
| Riyadh                    | 340    | Auto Express 88      | Catamaran | 2008       | Egyptische Regering                              | Egypte           | Zusterschip Cairo ( # 341)                        |
| Jazan                     | 342    | Auto Express 69      | Catamaran | 04/2009    | Koninkrijk Saoedi Arabië                         | Saoedi-Arabië    | Zusterschip Farasan ( # 343)                      |
| Lake Express              | 614    | Auto Express 58      | Catamaran | 06/2004    | Lake Express LLC                                 | Verenigde Staten |                                                   |
| Alakai                    | 615    | Auto Express 107     | Catamaran | 04/2007    | Hawaii Superferry                                | Hawaï            |                                                   |
| Huakai                    | 616    | Auto Express 113     | Catamaran | 2009       | Hawaii Superferry                                | Hawaï            |                                                   |
| Leonora Christina         | 246    | Auto Express 133     | Catamaran | 2011       | Færgen                                           | Denemarken       |                                                   |